# بزرگی مدت زمین‌لرزه
مفهوم بزرگی مدت زمین‌لرزه (انگلیسی: Earthquake duration magnitude) نخست توسط E. Bisztricsany در سال ۱۹۵۸. فقط بر اساس موج سطحی ارائه شد و بر پایه بررسی لرزه‌نگاشت ثبت‌شده یک زمین‌لرزه، طول کل قطار موج لرزه‌ای - که گاهی به عنوان CODA نامیده می‌شود- است که اندازه آن زمین‌لرزه را نشان می‌دهد؛ بنابراین زمین‌لرزه‌های بزرگ‌تر، لرزه‌نگاشت‌های طولانی‌تر و همچنین امواج لرزه‌ای قوی‌تری نسبت امواج کوچک‌تر ایجاد می‌کنند. فاصله موج لرزه‌ای که بر روی محور زمانی ثبت یک زمین‌لرزه اندازه‌گیری می‌شود - که با آغاز اولین موج لرزه ای شروع می‌شود، تا زمانی که دامنه قطار موج به حداقل ۱۰٪ از حداکثر مقدار ثبت‌شده خود کاهش یابد - به عنوان «مدت زمان زمین‌لرزه» شناخته می‌شود. این مفهومی است که Bisztricsany برای اولین بار در توسعه مقیاس بزرگی مدت زمان زمین‌لرزه با استفاده از مدت زمان امواج سطحی استفاده کرد.
Md نشان‌دهنده مقیاس‌های مختلفی است که بزرگی را از «مدت‌زمان» یا طول بخشی از قطار موج لرزه تخمین می‌زند. این ویژگی، به‌ویژه برای اندازه‌گیری زمین‌لرزه‌های محلی یا منطقه‌ای مفید است. در زمین‌لرزه‌های محلی یا منطقه‌ای، هم زمین‌لرزه‌های قوی رخ می‌دهد که ممکن است لرزه‌سنج را از مقیاس خارج کند (مشکلی در ابزارهای آنالوگ که قبلاً استفاده می‌شد) و از اندازه‌گیری حداکثر دامنه موج جلوگیری کند و هم زمین‌لرزه‌های ضعیف که حداکثر دامنه آن به‌طور دقیق اندازه‌گیری نشده‌است. حتی برای زمین‌لرزه‌های دور، اندازه‌گیری مدت زمان لرزش (و همچنین دامنه موج)، نسبت به اندازه‌گیری انرژی کل زمین‌لرزه بهتر است. اندازه‌گیری مدت زمان زمین‌لرزه در برخی از مقیاس‌های مدرن مانند Mwpd  و mBc  گنجانده شده‌است.
مقیاس‌های Mc معمولاً مدت یا دامنه بخشی از موج لرزه ای به‌نام coda را اندازه‌گیری می‌کنند. برای مسافت‌های کوتاه (کمتر از ۱۰۰ کیلومتر)، این پارامترها می‌توانند پیش از مشخص‌شدن مکان دقیق زمین‌لرزه، تخمین سریعی از بزرگی آن ارائه کنند.